# Nico Jansen
Nico Jansen (* 15. Januar 1953 in Amsterdam) ist ein ehemaliger niederländischer Fußballspieler.

## Karriere

### Vereine
Jansen spielte in seiner Jugend beim Amsterdamsche FC DWS Vereinsfußball und wurde 18-jährig vom SDW Amsterdam verpflichtet, für den er von Januar bis Juni 1972 spielte. Danach war er Vertragsspieler des FC Amsterdam, der 1972 aus der Fusion der Vereine Amsterdamsche FC DWS und Blauw Wit Amsterdam hervorgegangen war, für den er von 1972 bis 1975 durchgängig in der Eredivisie, der höchsten Spielklasse im  niederländischen Fußball spielte. Für die Mannschaft bestritt er nicht nur 78 Punktspiele, in denen er mit 41 Toren eine gute Torquote erzielte, sondern auch im Wettbewerb um den UEFA-Pokal 1974/75. In diesem wurde er von der 1. Runde bis zum Viertelfinale – dort jedoch nur im Rückspiel, das gegen den 1. FC Köln mit 2:3 verloren wurde – in sieben Spielen eingesetzt, in denen er neun Tore, davon vier Doppeltreffer, erzielte. Im Oktober der am 17. August 1975 begonnenen Saison 1975/76 erfolgte der Wechsel zum Ligakonkurrenten Feyenoord Rotterdam, für den er bis Saisonende 1977/78 spielte und eine ebenso gute Torquote (43 Tore in 68 Punktspielen) erzielte. Für den Verein kam er in sieben Spielen – das mit 3:0 gewonnene Erstrundenhinspiel gegen Djurgårdens IF ausgenommen – zum Einsatz, wobei ihm bis zum Abschluss des Achtelfinales in jedem seiner bisherigen fünf Spiele jeweils ein Tor gelang.
Danach begab er sich in benachbarte Ausland und spielte bis zum Ende seiner Spielerkarriere für drei belgische Vereine. Von 1978 bis 1983 spielte er für den Brüsseler Erstligisten RWD Molenbeek um die Meisterschaft; mit dem dritten Platz am Saisonende 1979/80 kam er ihr am nächsten. Des Weiteren kam er einzig in den beiden Erstrundenspielen gegen den FC Turin im UEFA-Pokal-Wettbewerb zum Einsatz. Anschließend gehörte er in der Saison 1983/84 dem Viertligisten SK Londerzeel an; sein letzter Verein war der Boom FC aus der gleichnamigen Gemeinde in der Region Flandern, dem er von 1984 bis 1986 in der 2. Division angehörte.

### Nationalmannschaft
Sein Debüt als Nationalspieler gab er als Einwechselspieler für die seinerzeitige U23-Nationalmannschaft am 14. März 1974 beim 2:1-Sieg über die U23-Nationalmannschaft Ungarns im Viertelfinalhinspiel der U23-EM-Qualifikation. Auch im Rückspiel am 17. April, bei der 1:3-Niederlage, wurde er kurz vor Spielende eingewechselt. Sein einziges Tor als Nationalspieler erzielte er am 25. September 1974 beim 3:0-Sieg über die U23-Nationalmannschaft Finnlands im Hinspiel der EM-Qualifikationsgruppe 5 mit dem Treffer zum 2:0 in der 47. Minute. Seinen letzten Einsatz hatte er am 3. September 1975 beim 3:0-Sieg im Rückspiel. Jansen bestritt einzig am 31. Mai 1975 ein A-Länderspiel, das in Belgrad mit 0:3 gegen die Nationalmannschaft Jugoslawiens verloren wurde.